# Suđurađ
Suđurađ je naselje na Hrvaškem na otoku Šipan, ki upravno spada pod mesto Dubrovnik; le-ta pa spada pod Dubrovniško-neretvansko županijo.

## Geografija
Suđurađ je mirno otoško naselje z okoli 230 prebivalci, ki leži v dnu zaliva na jugozahodni obali otoka med rtoma Konj in Botur. Pred vstopom v zaliv leži otoček  Ruda, ki zaliv varuje pred vsemi vetrovi razen pred jugom. Pri vplutju v zaliv je treba biti pozoren na plitvine sredi zaliva. V samem zalivu so trije pomoli. Na novem pomolu, dolgem okoli 50 m  stoji svetilnik. Na ta pomol z notranje strani pristaja trajekt iz Dubrovnika. Svetilnik na koncu pomola oddaja svetlobni signal: R Bl(2) 5s. Med novim in starim pomolom je pristaniška obala, ki pa ob močnejšem jugu, kateri povzroča visoke valove, ni varna za privez. Sođurađ je s cesto povezan z okoli 6 km odaljeno Šipansko Luko.

## Zgodovina
Med arhitekturnimi spomenik iztopa utrjen dvorec, ki ga je  leta 1539 zgradil Tomo Stjepović-Skočibuha. Njegov sin Vice pa je k dvorcu 1577 še dodatno prizidal visok obrambni stolp. V bližini dvorca stoji utrjena letna počitniška hiša družine Sagrojević.1)

## Demografija
| Pregled števila prebivalcev po letih | Pregled števila prebivalcev po letih | Pregled števila prebivalcev po letih | Pregled števila prebivalcev po letih | Pregled števila prebivalcev po letih | Pregled števila prebivalcev po letih | Pregled števila prebivalcev po letih | Pregled števila prebivalcev po letih | Pregled števila prebivalcev po letih | Pregled števila prebivalcev po letih | Pregled števila prebivalcev po letih | Pregled števila prebivalcev po letih | Pregled števila prebivalcev po letih | Pregled števila prebivalcev po letih | Pregled števila prebivalcev po letih |
| ------------------------------------ | ------------------------------------ | ------------------------------------ | ------------------------------------ | ------------------------------------ | ------------------------------------ | ------------------------------------ | ------------------------------------ | ------------------------------------ | ------------------------------------ | ------------------------------------ | ------------------------------------ | ------------------------------------ | ------------------------------------ | ------------------------------------ |
| 1857                                 | 1869                                 | 1880                                 | 1890                                 | 1900                                 | 1910                                 | 1921                                 | 1931                                 | 1948                                 | 1953                                 | 1961                                 | 1971                                 | 1981                                 | 1991                                 | 2001                                 |
| 455                                  | 371                                  | 367                                  | 405                                  | 367                                  | 369                                  | 342                                  | 318                                  | 373                                  | 342                                  | 312                                  | 272                                  | 247                                  | 221                                  | 199                                  |